# کیش‌کینیژ
کیش‌کینیژ (به مجاری:  Kiskinizs) یک شهرداری در مجارستان است که در بورشود-آبااوی-زمپلن واقع شده‌است. کیش‌کینیژ ۷٫۱۸ کیلومتر مربع مساحت و ۳۶۰ نفر جمعیت دارد.